# Шведова, Анастасия Алексеевна
Анастасия Алексеевна Шведова (род. 2 февраля 1998[…], Хотьково, Московская область) — российская футболистка, защитник клуба «Крылья Советов».

## Карьера
Первая команда в карьере — «Экостром» (Московская область). Первый тренер — Александр Червяков.

### Клубная
Первую официальную игру за «Чертаново» провела в чемпионате России 6 июня 2015 года в Красногорске против «Зоркого», выйдя на замену на 85-й минуте вместо Маргариты Черномырдиной. 2 августа 2015 впервые вышла в стартовом составе в матче против «Кубаночки» и была заменена на 31-й минуте матча. В июле 2016 года на тренировке получила разрыв передней крестообразной связки и выбыла до конца сезона. В составе «Чертаново» — финалистка Кубка России 2017 года и серебряный призёр чемпионата 2018 года.
В 2023-2024 годах играла за клуб «Звезда-2005». В январе 2025 года перешла в «Крылья Советов».

### В сборной
В составе юниорской сборной России дебютировала 6 августа 2013 года в первом отборочном раунде юниорского чемпионата Европы против сборной Турции, выйдя на замену на 78-й минуте вместо Ольги Волошиной. Свой первый гол за сборную забила 31 октября 2014 года в ворота сборной Англии с пенальти на 32-й минуте матча.
За молодежную сборную России дебютировала 15 сентября 2015 года в первом отборочном раунде молодежного чемпионата Европы против сборной Болгарии, выйдя в стартовом составе.
Всего за сборные младших возрастов сыграла более 30 матчей.

## Достижения
- Бронзовый призёр Первого дивизиона 2016 в составе «Чертаново-2».